# Xanthisthisa nigrocumulata
Xanthisthisa nigrocumulata är en fjärilsart som beskrevs av W. Warren 1902. Xanthisthisa nigrocumulata ingår i släktet Xanthisthisa och familjen mätare. Inga underarter finns listade i Catalogue of Life.